# بينتو غونسالفيس دا سيلفا
بينتو غونسالفيس دا سيلفا هو عسكري وسياسي برازيلي، ولد في 23 سبتمبر 1788 في Triunfo, Rio Grande do Sul ‏ في البرازيل، وتوفي في 18 يوليو 1847 في Guaíba ‏ في البرازيل. انتخب عضو مجلس النواب البرازيلي ‏.